# Horace Émile Say
Pour les articles homonymes, voir Say.
Horace Émile Say, né à Noisy-le-Sec le 11 mars 1794 et mort le 25 juillet 1860, est un économiste français de l'école libérale. Il appartient à la famille protestante Say.

## Biographie
Horace Émile Say est le fils de Jean-Baptiste Say (1767-1832), économiste français. Il fait ses études à Genève et entre en apprentissage chez un parent négociant. Il est subrécargue aux États-Unis en 1813, puis au Brésil en 1815, où il reste dix ans. En 1818, il fonde à Paris une maison pour le commerce d'exportation. Le 5 décembre 1822, il épouse Anna Cheuvreux, sœur de Casimir Cheuvreux, qui appartient à une riche famille de négociants en textile. Il est nommé juge au tribunal de commerce de la Seine en 1831, membre de la chambre de commerce en 1834, membre du conseil municipal et du conseil général de la Seine en 1837. Il est professeur d'économie industrielle au Conservatoire national des arts et métiers de Paris et professeur d'économie politique au Collège de France. Il est conseiller d'État de 1849 à 1851.
Il est le principal éditeur des œuvres de son père, Jean-Baptiste Say. Il est l'un des membres fondateurs du Journal des économistes en 1841 et l'un des contributeurs au Dictionnaire du commerce et des marchandises en 1837 et au Dictionnaire de l'économie politique en 1852. Il dirige de 1848 à 1851 la grande enquête de la Chambre de commerce et d'industrie sur l'industrie de Paris, dont il est également le rapporteur. Ce travail est récompensé par le prix Montyon de la statistique décerné par l'Académie des sciences en 1853. Il est élu membre de l'Académie des sciences morales et politiques en 1857.
Il est inhumé au cimetière du Père-Lachaise (36e division).
Horace Émile Say est le père de l'économiste et homme politique Jean-Baptiste Léon Say.

## Plaidoyer contre l'octroi
Dans les années 1840, avec d'autres libéraux, Say plaide pour la suppression de l'octroi, « un mode vexatoire de lever l'impôt » qui frappe depuis le XIVe siècle toutes les marchandises et denrées entrant dans Paris. Au milieu du XIXe siècle, une soixantaine de bâtiments d'octroi, construits par l'architecte Claude Nicolas Ledoux en 1785, s'élèvent autour de la capitale. Selon les calculs de Say, les frais de perception de cet impôt s'élèvent à 2 millions de francs pour 48 millions de recettes, dont les 25 millions qui reviennent à la ville ne peuvent subvenir à ses dépenses et encore moins financer son développement. Say note aussi que l'essor des chemins de fer va bientôt rendre sa perception ingérable, tandis que, pour y échapper, de plus en plus de Parisiens établissent leur commerce en banlieue. Dans l'attente d'une réforme fiscale, Say propose de remplacer l'octroi par un emprunt. Il ne se fait toutefois guère d'illusions :

« Si le novateur insiste, on consent quelquefois à reconnaître qu'il a raison au fond, en principe, en théorie ; ce qui, en langage bureaucratique, veut dire qu'il n'a pas le sens commun ; et en tout cas, on s'empresse de déclarer que le moment serait tout à fait inopportun pour produire de semblables idées. Si le pays est tranquille, si les recettes sont bonnes, il faut, ne manque-t-on pas de dire, se hâter de tirer tout le parti possible de la position, payer les anciennes dettes, commencer de grands travaux ; il n'est pas encore temps alors de songer à réviser l'assiette des impôts. S'il survient une crise, si la récolte est mauvaise, si l'on craint une guerre, il est trop tard pour y penser. »

De fait, cette idée n'est pas nouvelle, en 1788, déjà, l'assemblée des notables (de France) envisage de lever les barrières intérieures et de déplacer les bureaux de douanes à la frontière (du Royaume de France) à travers un mécanisme de tarif général modéré.
In fine, en juillet 1943 l'octroi, non sans avoir été entre-temps maintes fois contesté et réformé, assoupli et restauré, disparaît, à l'époque où les Parisiens subissent le rationnement imposé par l'Occupation. Par la suite, seul subsiste le droit de douane et l'octroi pour les départements d'outre-mer.
Le souhait d'Horace Émile Say se réalise, et de ce fait, les communes ne peuvent plus se financer que par les autres Impôts locaux en France ou par des dotations fournies par l’État central.

## Publications
- Histoire des relations commerciales entre la France et le Brésil, et considérations générales sur les monnaies, les changes, les banques et le commerce extérieur (1839)
- Études sur l'administration de la ville de Paris et du département de la Seine (1846)
- Paris, son octroi et ses emprunts (1847) lire en ligne sur Gallica [lire en ligne]
- Statistique de l'industrie à Paris (1847-1848) lire en ligne sur Gallica [Texte en ligne lire en ligne]